# Deborah Compagnoni
Deborah Compagnoni (* 4. Juni 1970 in Bormio, Provinz Sondrio) ist eine ehemalige italienische Skirennläuferin. Sie ist dreifache Olympiasiegerin, dreifache Weltmeisterin und gewann einmal den Riesenslalom-Weltcup. Somit ist sie die mit Abstand erfolgreichste italienische Skirennläuferin der 1990er Jahre. Sie ist mit dem Textilunternehmer Alessandro Benetton verheiratet.

## Biografie

### Juniorenzeit
Compagnoni kam schon früh mit dem Skisport in Berührung; bereits Vater Giorgio und Onkel Giuseppe gehörten Anfang der 1970er Jahre dem italienischen Skiteam an, hatten aber nur mäßigen Erfolg. Das Hotel ihrer Eltern in Santa Caterina, die „Baita Fiorita di Deborah“, beherbergte während der Skiweltmeisterschaften 1985 die Schweizer Frauennationalmannschaft; die damals 14-jährige Compagnoni servierte den Schweizer Skistars wie Erika Hess, Michela Figini oder Maria Walliser jeweils die Mahlzeiten.
Erstmals auf sich aufmerksam machte Compagnoni bei den Juniorenweltmeisterschaften 1986 in Bad Kleinkirchheim, als sie im Riesenslalom Dritte wurde. Ein Jahr später, bei den Juniorenweltmeisterschaften 1987 in Hemsedal und Sälen, gewann sie Gold im Riesenslalom und Bronze in der Abfahrt. In Italien ist es üblich, dass sich Spitzensportler pro forma von den Zollbehörden oder der Polizei anstellen lassen, in Compagnonis Fall war es die Guardia di Finanza.

### Gesundheitliche Rückschläge
Am 28. November 1987 nahm Compagnoni erstmals an einem Weltcup-Rennen teil; beim Super-G in Sestriere erreichte sie auf Anhieb den fünften Platz. Eine Woche später sorgte sie mit einem vierten Platz bei der Abfahrt in Val-d’Isère erneut für Furore. Doch am 14. Januar 1988 zog sie sich bei der Abfahrt in Zinal einen Kreuzbandriss zu, womit die so hoffnungsvoll begonnene Saison bereits beendet war. Da sich die Therapie als sehr mühselig erwies und eineinhalb Jahre nach dem Unfall das Knie erneut operiert werden musste, fiel für Compagnoni fast die gesamte Saison 1988/89 aus. Lediglich bei den Juniorenweltmeisterschaften in Aleyska (USA) ging sie an den Start. Im Dezember 1990 musste sie von ihrem Vater notfallmäßig ins Krankenhaus nach Sondrio gebracht werden: Nur knapp überlebte sie eine Darmverschlingung und den daraus resultierenden Blinddarmdurchbruch.
Erst im März 1991 nahm sie wieder an einem Weltcuprennen und erreichte – obwohl sie kaum hatte trainieren können – beim Riesenslalom in Vail den vierten Platz. Im Sommer 1991 konnte sie wieder ein regelmäßiges Training absolvieren, darunter eine längere Zeit zusammen mit Alberto Tomba. Die italienische Klatschpresse bauschte diese Zusammenarbeit sogleich zu einer Liebesromanze auf.

### An der Weltspitze
Während der Saison 1991/92 konnte Compagnoni wieder regelmäßig gute Resultate erzielen und gewann am 26. Januar 1992 ihr erstes Weltcuprennen, den Super-G in Morzine. Bei den Olympischen Winterspielen 1992 gewann sie in Méribel in derselben Disziplin die Goldmedaille. Doch auf den Triumph folgte sogleich der Rückschlag. Am darauf folgenden Tag stürzte sie beim Riesenslalom schwer; erneut erlitt sie eine schwere Bänderverletzung am Knie und die Saison war wiederum vorzeitig zu Ende. 1992/93 erzielte Compagnoni wiederum mehrere Podestplätze und einen Sieg. Sie verzichtete von nun an auf sämtliche Abfahrtsrennen, um das Verletzungsrisiko möglichst gering zu halten. Die Skiweltmeisterschaften 1993 im japanischen Morioka endete mit einem fünften Platz im Super-G eher enttäuschend.
Der Winter 1993/94 verlief für Compagnoni wiederum sehr erfolgreich. Mit drei Siegen war sie am Ende der Saison die drittbeste Riesenslalomfahrerin der Welt. Bei den Olympischen Winterspielen 1994 gewann sie auf dem Hafjell bei Lillehammer ihre zweite olympische Goldmedaille, diesmal im Riesenslalom. Den Sieg widmete sie der Österreicherin Ulrike Maier, die vier Wochen zuvor nach einem Sturz in der Abfahrt von Garmisch-Partenkirchen ihren schweren Verletzungen erlegen war. Dieses tragische Ereignis hatte Compagnoni sehr berührt, denn der jüngere Bruder ihres damaligen Freundes war 1991 bei einem FIS-Rennen ebenfalls tödlich verunglückt.

### Erneute Probleme
Die Saison 1994/95 konnte Compagnoni wegen einer Nierenentzündung erst mit einer Verspätung von zwei Monaten in Angriff nehmen. Darüber hinaus klagte sie während des gesamten Winters über Rückenschmerzen. Trotz dieser Probleme vermochte sie dennoch einen Weltcup-Riesenslalom zu gewinnen. Auch die Vorbereitung auf die Saison 1995/96 verlief nicht optimal. Während des sommerlichen Trainingslagers in Chile erlitt Compagnoni nach einem schweren Sturz erneut einen Bänderriss. Erneut wurde eine Operation notwendig. Als weitere Vorsichtsmaßnahme beschloss sie, in Zukunft auf die Teilnahme an Super-G-Rennen zu verzichten und sich nur noch auf die relativ ungefährlichen Disziplinen Riesenslalom und Slalom zu konzentrieren.

### Zweiter Karrierehöhepunkt
Aufgrund der notwendigen Therapien während der Rekonvaleszenz verzögerte sich der Saisonstart bis Januar 1996. Mit mehreren guten Ergebnissen konnte sie sich jedoch sogleich wieder an der Weltspitze etablieren. Beim Saisonhöhepunkt, den Skiweltmeisterschaften 1996 in der spanischen Sierra Nevada wurde sie erstmals Riesenslalom-Weltmeisterin. Den Ausfall im ersten Lauf des Slaloms konnte sie angesichts der zurückliegenden Ereignisse leicht wegstecken.
Auf die Saison 1996/97 wurde das Training ganz auf die geringere körperliche Belastbarkeit ausgerichtet. Wie ihr Vorbild Alberto Tomba hatte sie einen eigenen Betreuerstab um sich geschart und trainierte meistens getrennt von der italienischen Nationalmannschaft. Compagnonis Bruder Juri war als Skitester tätig und half ihr, sich an die damals neuartigen taillierten Carving-Skier zu gewöhnen.
Am 29. Dezember 1996 gewann Compagnoni in Semmering erstmals überhaupt einen Slalom. Dass sie nun auch in dieser Disziplin zur Weltspitze gehörte, bestätigte sie bei den Skiweltmeisterschaften 1997 in Sestriere mit dem Gewinn der Goldmedaille, wobei sie allerdings auch von den Ausfällen der Favoritinnen Claudia Riegler und Pernilla Wiberg profitierte. Den Weltmeistertitel im Riesenslalom verteidigte sie souverän. Zum Abschluss dieses erfolgreichen Winters konnte sie dank vier Siegen auch den Gewinn des Riesenslalom-Weltcups feiern.
Nachdem die Saison 1997/98 mit einer Serie von vier Siegen im Riesentorlauf begonnen hatte, hatte sie ein leichteres Formtief. Doch pünktlich zum Großanlass, den Olympischen Winterspielen 1998, drehte Compagnoni wieder auf. Im Slalom holte sie sich die Silbermedaille, den Riesenslalom gewann sie überlegen mit mehr als zwei Sekunden Vorsprung auf Alexandra Meissnitzer. Mit ihrer dritten olympischen Goldmedaille in Folge wurde Compagnoni in Italien endgültig zum Superstar. Im Riesenslalom-Weltcup musste sie kurz vor Saisonende jedoch Martina Ertl an sich vorbeiziehen lassen.

### Rücktritt
Die Vorbereitung auf die Saison 1998/99 verlief aufgrund permanenter Rückenschmerzen nicht optimal. Während des Winters machten sich auch erneut Kniebeschwerden bemerkbar. Unter diesen Voraussetzungen erwiesen sich die Plätze 7 (im Riesenslalom) und 8 (im Slalom) bei den Skiweltmeisterschaften 1999 als bemerkenswert gut. Im März 1999 hörte Compagnoni auf den Rat ihrer Ärzte und trat vom Spitzensport zurück.
Im Herbst 2000 heiratete sie Alessandro Benetton aus der berühmten Textildynastie Benetton. Im selben Jahr kam ihr erstes von drei Kindern zur Welt. Bereits vor ihrem Rücktritt hatte Compagnoni eine besondere Beziehung zur Mode; sie entwarf Rennanzüge und war während rennfreien Zeiten zeitweise als Model tätig. Auch im sozialen Bereich ist sie engagiert: Im Rahmen von Anti-Rauch-Kampagnen besucht sie Schulen und unterstützt Organisationen, die sich gegen die Unterdrückung von Frauen einsetzen sowie die Krebsforschung.
Vor Beginn den Skiweltmeisterschaften 2005 wurde die in unmittelbarer Nähe zum Hotel ihrer Eltern in Santa Caterina gelegene Piste, auf der die Rennen der Frauen stattfanden, auf den Namen „Deborah Compagnoni“ getauft.

## Erfolge

### Olympische Spiele
- Albertville 1992: 1. Super-G
- Lillehammer 1994: 1. Riesenslalom, 10. Slalom, 17. Super-G
- Nagano 1998: 1. Riesenslalom, 2. Slalom

### Weltmeisterschaften
- Morioka 1993: 5. Super-G
- Sierra Nevada 1996: 1. Riesenslalom
- Sestriere 1997: 1. Riesenslalom, 1. Slalom
- Vail/Beaver Creek 1999: 7. Riesenslalom, 8. Slalom

### Weltcupwertungen
Deborah Compagnoni gewann einmal die Disziplinenwertung im Riesenslalom.
| 1987/88 | 40.                                 | 24                                  | 22.                                 | 12                                  | 17.                                 | 12                                  | –                                   | –                                   | –                                   | –                                   | –                                   | –                                   |                                     |                                     |
| 1988/89 | verletzungsbedingt keine Ergebnisse | verletzungsbedingt keine Ergebnisse | verletzungsbedingt keine Ergebnisse | verletzungsbedingt keine Ergebnisse | verletzungsbedingt keine Ergebnisse | verletzungsbedingt keine Ergebnisse | verletzungsbedingt keine Ergebnisse | verletzungsbedingt keine Ergebnisse | verletzungsbedingt keine Ergebnisse | verletzungsbedingt keine Ergebnisse | verletzungsbedingt keine Ergebnisse | verletzungsbedingt keine Ergebnisse | verletzungsbedingt keine Ergebnisse | verletzungsbedingt keine Ergebnisse |
| 1989/90 | 52.                                 | 19                                  | –                                   | –                                   | 22.                                 | 9                                   | 24.                                 | 10                                  | –                                   | –                                   | –                                   | –                                   |                                     |                                     |
| 1990/91 | 57.                                 | 12                                  | –                                   | –                                   | –                                   | –                                   | 17.                                 | 12                                  | –                                   | –                                   | –                                   | –                                   |                                     |                                     |
| 1991/92 | 11.                                 | 590                                 | –                                   | –                                   | 15.                                 | 126                                 | 4.                                  | 344                                 | 19.                                 | 120                                 | –                                   | –                                   |                                     |                                     |
| 1992/93 | 11.                                 | 535                                 | –                                   | –                                   | 6.                                  | 230                                 | 8.                                  | 200                                 | 17.                                 | 105                                 | –                                   | –                                   |                                     |                                     |
| 1993/94 | 6.                                  | 841                                 | –                                   | –                                   | 18.                                 | 91                                  | 3.                                  | 515                                 | 12.                                 | 195                                 | 12.                                 | 40                                  |                                     |                                     |
| 1994/95 | 12.                                 | 524                                 | –                                   | –                                   | 25.                                 | 74                                  | 5.                                  | 325                                 | 14.                                 | 125                                 | –                                   | –                                   |                                     |                                     |
| 1995/96 | 22.                                 | 346                                 | –                                   | –                                   | –                                   | –                                   | 6.                                  | 280                                 | 30.                                 | 66                                  | –                                   | –                                   |                                     |                                     |
| 1996/97 | 4.                                  | 967                                 | –                                   | –                                   | –                                   | –                                   | 1.                                  | 560                                 | 3.                                  | 407                                 | –                                   | –                                   |                                     |                                     |
| 1997/98 | 4.                                  | 912                                 | –                                   | –                                   | –                                   | –                                   | 2.                                  | 565                                 | 6.                                  | 304                                 | –                                   | –                                   |                                     |                                     |
| 1998/99 | 22.                                 | 347                                 | –                                   | –                                   | –                                   | –                                   | 9.                                  | 256                                 | 23.                                 | 91                                  | –                                   | –                                   |                                     |                                     |

### Weltcupsiege
Insgesamt hat Deborah Compagnoni 16 Weltcuprennen gewonnen:
| Datum             | Ort               | Land        | Disziplin    |
| ----------------- | ----------------- | ----------- | ------------ |
| 26. Januar 1992   | Morzine           | Frankreich  | Super-G      |
| 7. März 1993      | Morzine           | Frankreich  | Super-G      |
| 5. Dezember 1993  | Tignes            | Frankreich  | Riesenslalom |
| 11. Dezember 1993 | Veysonnaz         | Schweiz     | Riesenslalom |
| 5. Januar 1994    | Morzine           | Frankreich  | Riesenslalom |
| 16. Januar 1994   | Cortina d’Ampezzo | Italien     | Riesenslalom |
| 8. Januar 1995    | Haus im Ennstal   | Österreich  | Riesenslalom |
| 2. März 1996      | Narvik            | Norwegen    | Riesenslalom |
| 29. Dezember 1996 | Semmering         | Österreich  | Slalom       |
| 17. Januar 1997   | Zwiesel           | Deutschland | Riesenslalom |
| 18. Januar 1997   | Zwiesel           | Deutschland | Riesenslalom |
| 26. Januar 1997   | Cortina d’Ampezzo | Italien     | Riesenslalom |
| 25. Oktober 1997  | Tignes            | Frankreich  | Riesenslalom |
| 21. November 1997 | Park City         | USA         | Riesenslalom |
| 19. Dezember 1997 | Val-d'Isère       | Frankreich  | Riesenslalom |
| 6. Januar 1998    | Bormio            | Italien     | Riesenslalom |

### Juniorenweltmeisterschaften
- Bad Kleinkirchheim 1986: 3. Riesenslalom
- Sälen/Hemsedal 1987: 1. Riesenslalom, 3. Abfahrt
- Aleyska 1989: 17. Super-G

### Italienische Meisterschaften
Deborah Compagnoni gewann insgesamt sieben italienische Meistertitel:
- Slalom (1): 1989
- Riesenslalom (5): 1989, 1991, 1993, 1994, 1997
- Super-G (1): 1991

## Auszeichnungen
- Italiens Sportlerin des Jahres (La Gazzetta dello Sport): 1996, 1997, 1998